# Azarori
Azarori (auch: Arzarori, Arzébori, Arzérori, Azérori) ist eine Landgemeinde im Departement Madaoua in Niger.

## Geographie

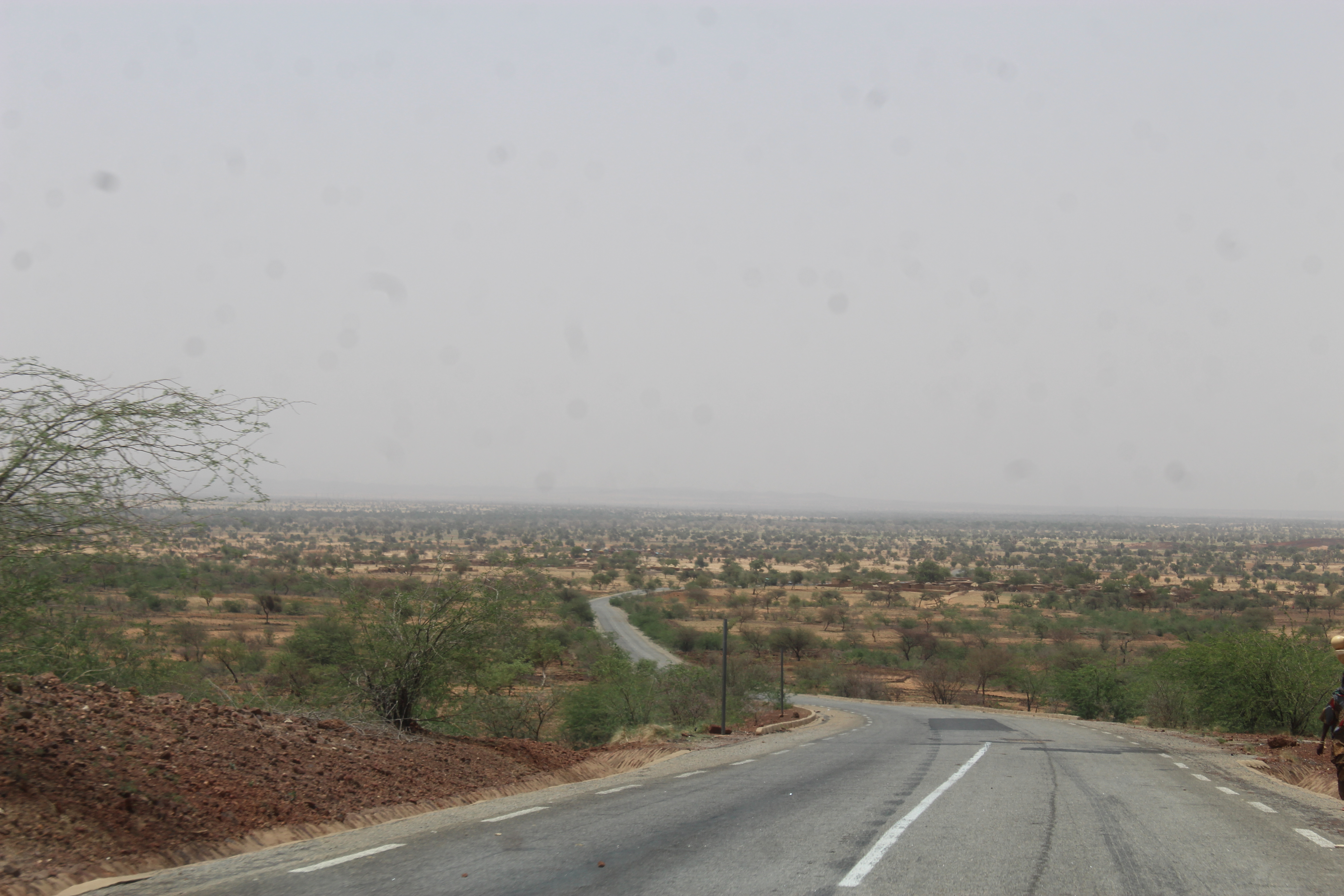
Blick von der Nationalstraße 16 über das Gemeindegebiet von Azarori (2024)

Azarori liegt in der Sahelzone. Die Nachbargemeinden sind Tama im Nordwesten, Bouza im Nordosten, Madaoua im Südosten und Galma Koudawatché im Südwesten. Bei den Siedlungen im Gemeindegebiet handelt es sich um 24 Dörfer und 11 Weiler. Der Hauptort der Landgemeinde ist das Dorf Azarori. Es liegt auf einer Höhe von 343 m. Ein weiteres größeres Dorf ist Gadambo.

## Geschichte

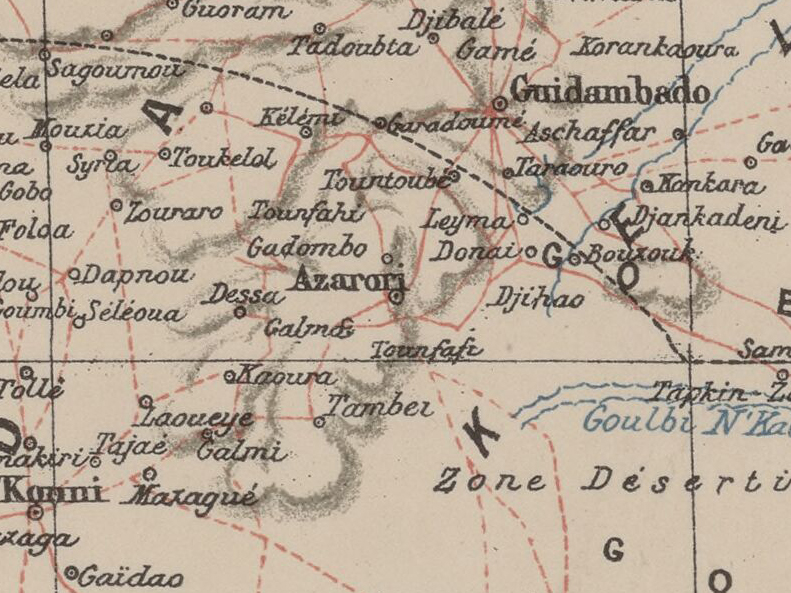
Ausschnitt einer Karte von 1903 mit Azarori im Zentrum

Das Dorf Azarori gehörte im letzten Drittel des 19. Jahrhunderts zum Herrschaftsgebiet der Tuareg-Untergruppe Kel Gress.
Die französische Kolonialverwaltung richtete am 1. Oktober 1944 in Azarori eine Schule speziell für die nomadische Bevölkerung ein. Es handelte sich um die erste Einrichtung dieser Art in Niger. Der Politiker Ikhia Zodi wirkte von 1944 bis 1946 sowie von 1950 bis 1952 als Direktor der Schule.
Die Landgemeinde Azarori ging als Verwaltungseinheit 2002 bei einer landesweiten Verwaltungsreform aus einem Teil des Kantons Madaoua hervor.

## Bevölkerung
Bei der Volkszählung 2012 hatte die Landgemeinde 18.582 Einwohner, die in 2981 Haushalten lebten. Bei der Volkszählung 2001 betrug die Einwohnerzahl 13.873 in 2276 Haushalten.
Im Hauptort lebten bei der Volkszählung 2012 3529 Einwohner in 590 Haushalten, bei der Volkszählung 2001 2736 in 449 Haushalten und bei der Volkszählung 1988 3578 in 549 Haushalten.
In der Gemeinde leben Angehörige der Hausa-Untergruppe Gobirawa und der Tuareg-Untergruppe Kel Gress.

## Politik
Der Gemeinderat (conseil municipal) hat 11 gewählte Mitglieder. Mit den Kommunalwahlen 2020 sind die Sitze im Gemeinderat wie folgt verteilt: 7 PNDS-Tarayya, 3 RDP-Jama’a und 1 MNSD-Nassara.
Jeweils ein traditioneller Ortsvorsteher (chef traditionnel) steht an der Spitze von acht Dörfern in der Gemeinde, darunter dem Hauptort.

## Wirtschaft und Infrastruktur
Azarori liegt in jener schmalen Zone entlang der Grenze zu Nigeria, die von Tounouga im Westen bis Malawa im Osten reicht und in der Bewässerungsfeldwirtschaft betrieben wird. Es werden Hirse, Sorghum, Augenbohnen, Erdnüsse, Zwiebeln und Salat angebaut. Eine weitere bedeutende wirtschaftliche Aktivität ist die Viehzucht. Im Gemeindegebiet werden außerdem Gips und Kalk abgebaut.
Aufgrund der Nähe zur Departementshauptstadt Madaoua gibt es nur wenige eigene Gesundheits- und Bildungseinrichtungen in Azarori. Im Hauptort ist ein Gesundheitszentrum des Typs Centre de Santé Intégré (CSI) vorhanden. Der CEG Azarori ist eine allgemein bildende Schule der Sekundarstufe des Typs Collège d’Enseignement Général (CEG). Beim Centre de Formation aux Métiers d’Azarori (CFM Azarori) handelt es sich um ein Berufsausbildungszentrum. Ferner gibt es elf Grundschulen in der Gemeinde.
Durch den Gemeindehauptort führt die 172,3 Kilometer lange Nationalstraße 16 zwischen dem Stadtzentrum von Madaoua und der Route Tahoua–Agadez in Makaraba. Es handelt sich um eine moderne Erdstraße.